# Южные Спорады
Южные Спора́ды (Додекане́с, Δωδεκάνησος; Додека́ниса, греч. Δωδεκάνησα, от δώδεκα — «двенадцать» и νήσος — «остров») — архипелаг в юго-восточной части Эгейского моря, принадлежит Греции. Расположены у юго-западного побережья полуострова Малая Азия, в нескольких километрах от берегов Турции. Характер расположения островов сделал термин «спорадический» синонимом случайности.

## География
Хотя название означает «двенадцать островов», на самом деле архипелаг включает не меньше семнадцати только обитаемых островов.
Некоторые источники, среди которых Большая российская энциклопедия, включают в Южные Спорады часть архипелага Восточные Спорады — острова Самос и Икария. Общая площадь — 2670 км² (по БРЭ — около 3500 км²). Высшая точка — гора Атавирос на острове Родос высотой 1215 м над уровнем моря (по БРЭ — гора Керкетефс на острове Самос высотой 1436 м над уровнем моря).
На островах архипелага распространены каменистые холмы и низкогорья, сложенные известняком и сланцами. Средиземноморский климат. Число солнечных дней в году достигает 350. Растительность представлена ксерофитными кустарниками, участками вечнозелёных лесов из дуба (многие виды этого рода принадлежат к числу так называемых вечнозелёных), сосны, кипариса.
На островах архипелага развито рыболовство, добыча губок, туризм (имеются многочисленные памятники древнегреческой культуры).

### Список островов
Основные острова (см. также полный список):
- Астипалея
- Калимнос
- Карпатос
- Касос
- Кос
- Лерос
- Патмос
- Родос
- Сими

## История
Острова в разные времена контролировали: Древняя Греция, Римская империя и Византия, Арабский халифат, вновь Византия, Венецианская республика, рыцари-иоанниты (в тот период они также назывались «родосские рыцари»), Османская империя (до 1912 года острова входили в санджак Родос), в 1912—1947 годах острова принадлежали Италии, но в ходе процесса деколонизации после Второй мировой войны были переданы Греции.

## Население
В административном отношении архипелаг до 2011 года представлял собой ном Додеканес в периферии Южные Эгейские острова. Население 200 452 человека (2005 год, оценка), из которых свыше половины (102 тысячи) проживают на Родосе — крупнейшем острове архипелага. Современное население — этнические греки, исповедующие православие (90 %). На двух крупнейших островах (Родос и Кос) сохранилась небольшая турецкая община со времён османского владычества — так называемые додеканесские турки, численностью около 5000 человек (около 3000 на Родосе и около 2000 на Косе). На Родосе также проживают иммигранты (экономические и рекреационные) из других стран Европы и Азии. Более мелкие острова архипелага отличаются низким уровнем жизни и неразвитой инфраструктурой, их население постепенно сокращается.